# Metapolymorphina
Metapolymorphina es un género de foraminífero bentónico de la subfamilia Polymorphininae, de la familia Polymorphinidae, de la superfamilia Polymorphinoidea, del Suborden Lagenina y del orden Lagenida. Su especie-tipo es Polymorphina charlottensis. Su rango cronoestratigráfico abarca desde el Oligoceno hasta el Pleistoceno.

## Discusión
Clasificaciones previas incluían Glandulopleurostomella en la superfamilia Nodosarioidea.

## Clasificación
Glandulopleurostomella incluye a las siguientes especies:
- Metapolymorphina charlottensis †
  - Metapolymorphina charlottensis koreana †